# كأس الكؤوس الإفريقية 1996
كأس الكؤوس الأفريقية 1996 هو الموسم 22 من كأس الكؤوس الأفريقية. أشرف على تنظيمه الاتحاد الأفريقي لكرة القدم، وكان عدد الأندية المشاركة فيه 37، وفاز فيه نادي المقاولون العرب.